# Tomáš Pavelka (lední hokejista)
Tomáš Pavelka (* 29. května 1993 Ostrava) je český profesionální hokejový obránce, od září 2024 kapitán klubu Mountfield HK.

## Kariéra
Jako začátečník hrál za HC Vítkovice U18 a U20 a i v reprezentaci od sezóny 2007/2008 do 2010/2011. Po skončení v HC Vítkovice nastoupil do týmu Charlottetown Islanders, kde strávil 2 sezóny – 2011/2012 a 2012/2013. Poté se vrátil zpět do české extraligy, kde působil v klubu HC Litvínov a hrál za A-tým v sezónách 2013/2014–2015/2016. S týmem HC Litvínov získal v sezóně 2014/2015 zlatou medaili. V sezóně 2017/2018 začal působit v klubu HC Sparta Praha, s nímž v sezóně 2020/2021 získal bronz a v sezóně 2021/2022 stříbro. Sezónu 2022/2023 strávil v týmu Lukko Rauma. Posléze se vrátil do české extraligy, kde nastoupil v květnu 2023 do týmu Mountfield HK, jehož se stal v sezóně 2024/2025 kapitánem.